# Xã Howard, Quận Labette, Kansas
Xã Howard (tiếng Anh: Howard Township) là một xã thuộc quận Labette, tiểu bang Kansas, Hoa Kỳ. Năm 2010, dân số của xã này là 346 người.